# Saint André (chanteur)
Pour les articles homonymes, voir Saint André.
Saint André est un artiste français. De son vrai nom Jean-Charles Santini, originaire de Bastia en Haute-Corse, Saint André est un auteur-compositeur-interprète dont les influences évoquent à la fois Alain Souchon et Coldplay.
Le nom d'artiste Saint André fait référence au village corse Sant'Andria di u Cutone, dont les grands-parents de Jean-Charles Santini sont originaires.
En 2020, il sort un nouveau single et annonce un nouvel album, sous le nom de Santini.

## Discographie
À un premier album, Le Grand Soir, produit en Belgique en 2007 et comprenant la reprise rock de Comme ils disent de Charles Aznavour, succède un 2e album, Mon Jour de chance, sorti le 25 octobre 2010 en Belgique et le 24 septembre 2012 en France. Bleu de toi, le premier single de cet album, a notamment été classée pendant 20 semaines à l'Ultratop (classement officiel belge francophone) et Saint André a assuré les premières parties de Florent Pagny sur le sol français.
Saint André a sorti son 3e album, La Proposition, le 30 mai 2014 sous son propre label Trinita Records. Le clip de Comme un éléphant, le premier single, a été tourné à Los Angeles par Roboshobo (Robert Schober). Et le deuxième clip, Bop Be Hop (avec toi) est réalisé par Pascal Bourdiaux en Provence, avec la participation de l'actrice belge Déborah François.

### Singles
- 2007 : Un autre que moi
- 2010 : Bleu de toi
- 2011 : Le roi des infidèles
- 2012 : Est-ce que ? (en duo avec Babet)
- 2013 : Comme un éléphant
- 2014 : Bop be bop (avec toi)
- 2015 : Le printemps - U veranu
- 2020 : Voyageurs
- 2022 : Bastia Tropical Chic